# Дивиш, Прокоп
Прокоп Дивиш (настоящее имя и фамилия — Вацлав Дивишек) (чеш. Prokop Diviš, 26 марта 1698, с. Гелвиковице возле Жамберка, Богемия — 21 декабря 1765, Зноймо) — чешский священник, доктор теологии, учёный-экспериментатор, естествоиспытатель, лекарь, музыкант, изобретатель, сконструировавший молниеотвод.

## Биография
Прокоп Дивиш родился в селе Гелвиковице недалеко города Жамберк в небогатой семье. Учился в церковной латинской школе в южно-чешском городе Зноймо. В 1720 г. Прокоп Дивиш вступил в католический монашеский Орден регулярных каноников-премонстрантов в Лоуке возле Зноймо, где получил новое имя Прокоп, и где был в 1726-м году посвящён в сан священника. В премонстратской школе Дивиш продолжал учиться философии и теологии, которую там же затем сам преподавал. В 1773-м году он получил звание доктора теологии. С 1736 г. служил приходским священником, пресвитером, а затем приором в с. Пршимнетице.

## Научно-исследовательская деятельность
В свободное от службы время Прокоп Дивиш занимался естественными науками, основное внимание уделяя опытам с электрическими явлениями в самых широких масштабах, изучал влияние электричества на растения и возможности его использование в медицинской практике. При помощи электроэнергии он пытался лечить ревматизм и паралич.
Прокоп Дивиш был хорошо ознакомлен с работами своих предшественников, Франклина и Ломоносова. Поддерживал связи со всеми лучшими европейскими учёными своей эпохи.
Проводил эксперименты, главным образом, со статическим электричеством. Из ряда его технических открытий, прежде всего, известен громоотвод, сконструированный им в 1754 г., фактически до официального сообщения о существовании конструкции с молниеотводом Б. Франклина. Дивиш не был намерен создать механизм для отвода молний, а лишь машину, которая сама будет активно откачивать электрическую энергию из облаков. В ходе опытов им был создан первый в мире заземлённый громоотвод. Аппарат был высотой в 42 метров и состоял из более чем 400 заземленных железных шпилей.
Увлекаясь музыкой, он пытался соединить в одно целое науку и музыку. В ходе экспериментов изобрёл особый механизм, напоминающий современный электрический струнный музыкальный инструмент, который назвал «Золотой Дивиш».
Прокоп Дивиш является автором книги «Descriptio machinae meteorologicae», (на латинском языке), в которой записал подробности создания и действия громоотвода, а также труда по медицине «Волшебство природы».